# Ад (филм, 1911)
„Ад“ (на италиански: L'Inferno) е италиански пълнометражен игрален ням филм от 1911 г., свободна адаптация на първата част от „Божествена комедия“ на Данте Алигиери. Лентата е режисирана от Франческо Бертолини, Адолфо Падован и Джузепе де Лигуоро и се счита за първия пълнометражен филм в италианското кино.

## Сюжет
Данте се лута из мрачната гора. Вижда как слънцето огряво Хълмът на спасението. Той решава да изкачи хълма, но пътя му е попречен от три звяра: Сребролюбие, Гордост и Похот. Беатриче се спуска отгоре и поисква от поета Вергилий да преведа Данте из осемте кръга на ада. Вергилий превежда Данте през пещера и стигат реката Ахерон, където лодкаря Харон прокарва душите на мъртавците към Подземното царство. Трябва да преудолеят Цербер - триглавото куче, което пази ада.
В царството на сатаната те виждат великана Герион, летяща змия с човешка глава, както и самия дявол, който поглъща телата на хората цели. Телата на самоубийците са осъдени да бъдат разкъсване и ядени от харпиите. Злите хора са наказани да носят вечно своите тежки глави в ръцете си. Други грешници са потопени до половината в гореща лава.

## Актьорски състав
| Актьор             | Роля           |
| ------------------ | -------------- |
| Салваторе Папа     | Данте Алигиери |
| Артуро Пировано    | Вергилий       |
| Джузепе де Лигуоро | Граф Уголино   |
| Огусто Милиа       | Луцифер        |
| Атило Мота         |                |
| Емилсе Берета      |                |

## Продукция
Направата на филма отнема три години. Изобразяването на Ада следва близо това на гравюрите на Гюстав Доре.
Във филма противоречиво е изобразен пророка Мохамед. Подобно на книгата той е поставен в ада. Лентата показва как гърдите на пророка се разкъсват и от тях хвърчат неговите вътрешности.
Английската писателка Нанси Митфорд записва своите преживявания, когато вижда филма в Италия през 1922 г. Тя споменава, че лентата започва своето излъчване в 9 часа и завършва преди 12:15 придружена от две интермисии. Писателката още описва в детайли наказанията и мъченията във филма. Нейното описание по-късно е цитирано в биографията ѝ от Харолд Актон.